# 난나 블론델
난나 블론델(Nanna Blondell, 1986년 8월 6일 ~ )은 스웨덴의 배우이다.

## 출연 작품
- 레드 닷(영어판) (2021)
- 노니 앤 엘리자베스 (2015)
- 오디션 (2015)
- 썸머 하우스 (2013)
- 플레이어 (2012)